# Centre athée
Le Centre athée (en anglais Atheist Centre) est une institution fondée par Goparaju Ramachandra Rao et Saraswathi Gora en vue d'initier un changement des mentalités dans l'Andhra Pradesh rural, sur les bases du gandhisme et de l'athéisme.

## Historique
Fondé en 1940 dans le village de Mudnur dans la province de l'Andhra Pradesh en Inde, le Centre déménage ensuite ses locaux dans la ville de Vijayawada en 1947. Membre de la Federation of Indian Rationalist Associations, le Centre athée adopte la Déclaration d'Amsterdam comme charte fondatrice. L'institution se voit décerner le Trophée de l'Humaniste International par l'International Humanist and Ethical Union en 1986.
Après le séisme et tsunami de 2004 dans l'océan Indien, le Centre athée travaille en collaboration avec l'Institute for Humanist Studies pour apporter de l'aide aux victimes du désastre.